# ヘッセン大公国邦有鉄道

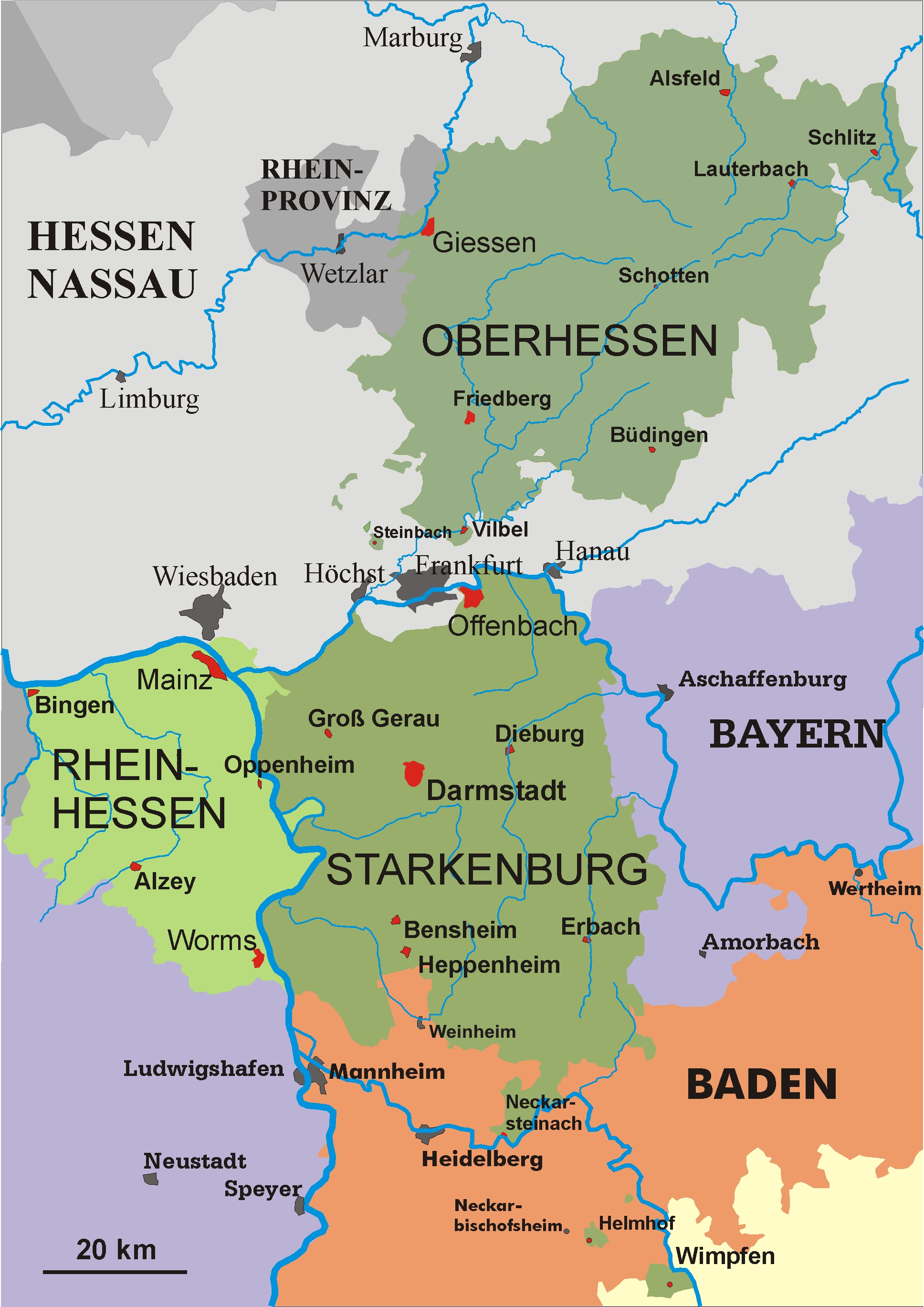
ヘッセン大公国周辺の地図

ヘッセン大公国邦有鉄道（ヘッセンたいこうこくほうゆうてつどう、ドイツ語: Großherzoglich Hessischen Staatseisenbahnen）は、ドイツ帝国の時代に存在していたヘッセン大公国の国有鉄道である。

## 歴史

### 邦有鉄道発足以前
19世紀には、ヘッセン大公国は3つの地域から構成されていた。ライン川、マイン川、ネッカー川などに囲まれたシュタルケンブルク地方にはオーデンヴァルトやヘッシシェス・リートなどが含まれ、また首都のダルムシュタットがあった。ライン川の西にはラインヘッセンがあり、マインツ、ヴォルムス、ビンゲン・アム・ラインなどが含まれる。またオーバーヘッセンにはフォーゲルスベルク山地やヴェッテラウなどがあり、またこの地区は他の地区と陸路で直接つながっていなかった。領土的な一体性に欠けていたことから、当初はヘッセン大公国は独自の邦有鉄道を建設しようとしなかった。その代わりに、隣接諸邦との合同鉄道プロジェクトに参画していた。
- マイン-ネッカー線: フランクフルト・アム・マインおよびバーデン大公国と合同
- マイン-ヴェーザー線: フランクフルト・アム・マインおよびヘッセン選帝侯国と合同
- フランクフルト-オッフェンバッハ線: フランクフルト・アム・マインと合同

また民間企業のヘッセン・ルートヴィヒ鉄道の実施する多くの計画に支援を行った。

### 邦有鉄道発足後
ヘッセン大公国が独自の邦有鉄道を設立するのは1876年になってからのことであった。これはオーバーヘッセン鉄道の買収を基礎にしていた。この会社はギーセンからのフォーゲルスベルク線やラーン-キンツィヒ線を1869年から1871年にかけて建設し、運営していた。1880年時点で合計175.8 kmの路線長のうち、147.2 kmがヘッセン大公国に、28.0 kmがプロイセン王国にあった。
政府所有への移管後、1884年5月29日の法律に基づいて鉄道網が拡大された。フォーゲルスベルクのギーセン - ゲルンハウゼン線から分岐する3本の支線が建設された。
- ニッダ - ショッテン（ドイツ語版）: 1888年5月26日
- シュトックハイム - ゲーデルン: 1888年10月1日
- フンゲン - ラウバッハ: 1890年6月1日

さらに国有の支線としてエーバーシュタットとプフングシュタットの間が1886年12月20日に開通した。この路線は全長が1.9 kmしかなく、マイン-ネッカー鉄道によって運行されていたが、独自の職員・機関車・客車を保有していた。
これに続き、オッフェンバッハの南に以下の路線が建設された。
- ロートガウ線（ドイツ語版）: 1896年
- オッフェンバッハ＝ビーバー-ディーツェンバッハ線（ドイツ語版）: 1898年

またギーセンから北へ、北東へは以下の路線が建設された。
- ルムダタール線（ドイツ語版）: 1896年8月1日にグリューンベルクからロンドルフまで、1902年にロラーまで。

1897年にはダルムシュタットから西へ、ダルムシュタット東-グロース＝ツィンメルン線が開通した。

### プロイセン邦有鉄道との合同
1897年にヘッセン大公国邦有鉄道は、プロイセン邦有鉄道とプロイセン-ヘッセン鉄道共同体を結成し、統合された。前述の支線の一部は、この共同体になってから開通している。